# M/S Sofia
M/S Sofia är ett svenskt passagerarfartyg, som trafikerar Saltsjön i Stockholm för Rederiaktiebolaget Ballerina. M/S Sofia byggdes på Faaborg Værft i Fåborg i Danmark, och sjösattes i april 2020 för att sedan tas i trafik i maj samma år. Fartyget trafikerar SL:s båttrafik Sjövägen mellan Ropsten och Nybroplan i Stockholm.

## Bildgalleri

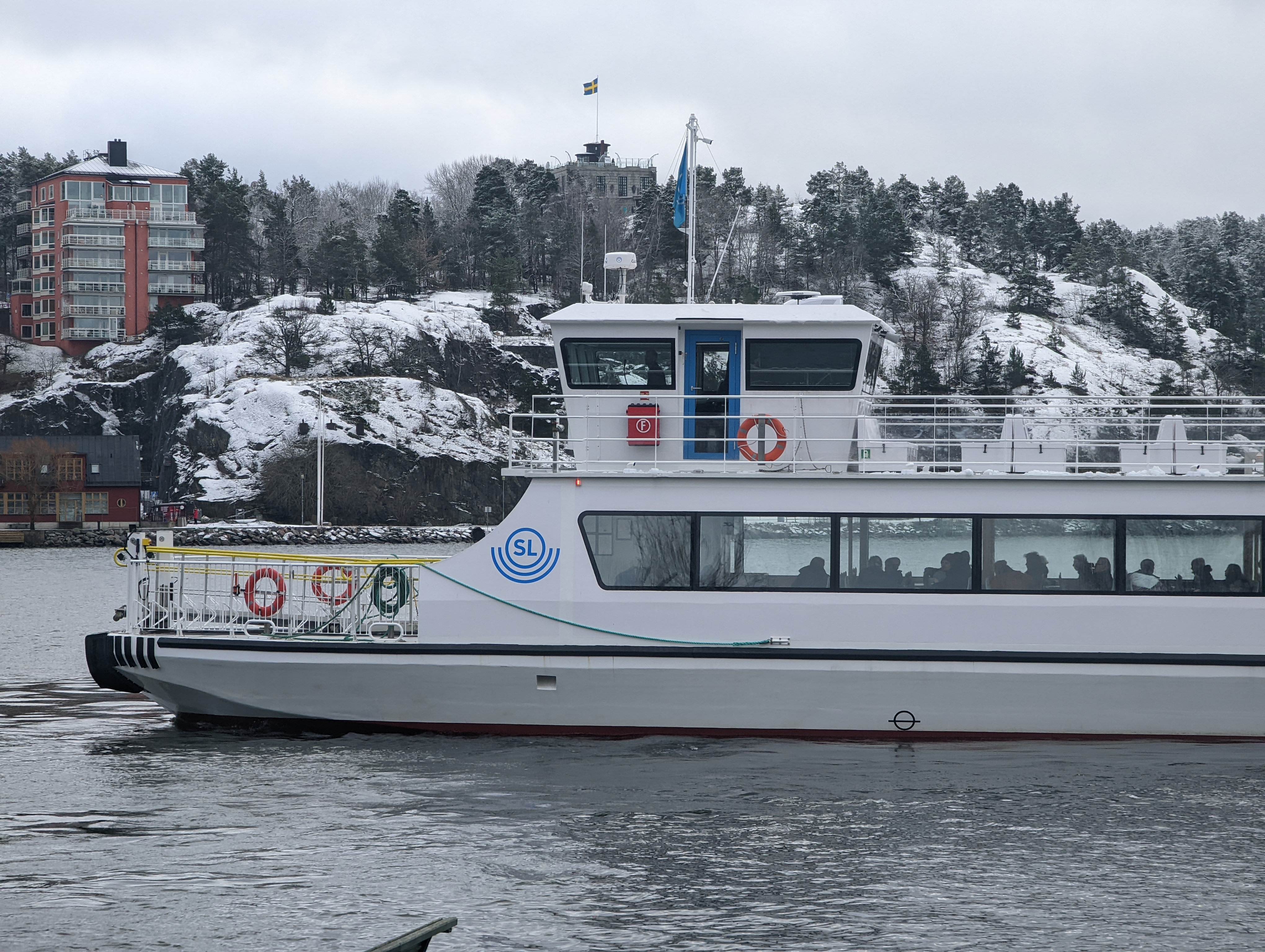
Fartyget i trafik
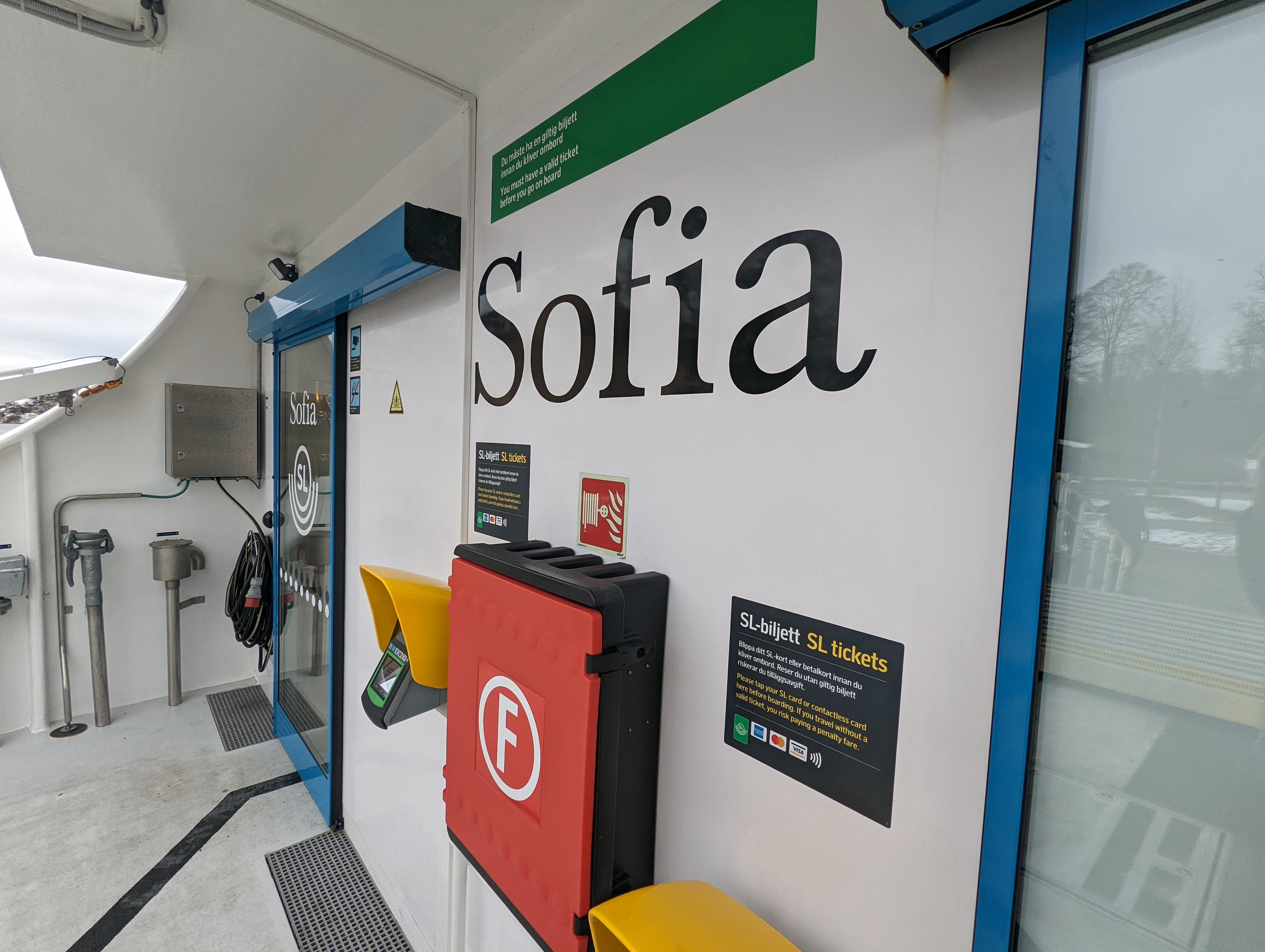
Ombord